# Konfederační pohár FIFA 2003
Konfederační pohár FIFA 2003 byl 6. ročníkem Konfederačního poháru FIFA. Konal se ve Francii od 18. června do 29. června 2003. Vítězem se stala reprezentace Francie. Turnaj byl poznamenán úmrtím reprezentanta Kamerunu – Marca-Viviena Foého, který zemřel během semifinálového zápasu na zástavu srdce.

## Místa konání
- Lyon (Stade Gerland – 41 044 míst)
- Saint-Denis (Stade de France – 80 000 míst)
- Saint-Étienne (Stade Geoffroy-Guichard – 35 616 míst)

## Kvalifikované týmy
- Francie (hostitel – Vítěz EURO 2000)
- Brazílie (vítěz Mistrovství světa ve fotbale 2002)
- USA (vítěz Zlatého poháru CONCACAF 2002)
- Kolumbie (vítěz Copa América 2001)
- Japonsko (vítěz Mistrovství Asie ve fotbale 2000)
- Kamerun (vítěz Afrického poháru národů 2002)
- Turecko (3. místo Mistrovství světa ve fotbale 2002)1
- Nový Zéland (vítěz Oceánského poháru národů 2002)

1  Německo (poražený finalista MS 2002) se vzdalo účasti.

## Základní skupiny

### Základní skupina A
| Tým         | Z | V | R | P | GV | GI | +/- | B |
| ----------- | - | - | - | - | -- | -- | --- | - |
| Francie     | 3 | 3 | 0 | 0 | 8  | 1  | +7  | 9 |
| Kolumbie    | 3 | 2 | 0 | 1 | 4  | 2  | +2  | 6 |
| Japonsko    | 3 | 1 | 0 | 2 | 4  | 3  | +1  | 3 |
| Nový Zéland | 3 | 0 | 0 | 3 | 1  | 11 | -10 | 0 |

| 18. červen 18:00 |          |                             |                                                                            |
| Nový Zéland      | 0 – 3    | Japonsko                    | Stade de France, Saint-Denis diváci: 36 038 rozhodčí: Coffi Codjia (Benin) |
|                  | (Report) | Nakamura 12' 75' Nakata 65' | Stade de France, Saint-Denis diváci: 36 038 rozhodčí: Coffi Codjia (Benin) |

| 18. červen 21:00 |          |          |                                                                            |
| Francie          | 1 – 0    | Kolumbie | Stade Gerland, Lyon diváci: 38 541 rozhodčí: Lucílio Batista (Portugalsko) |
| Henry 39' (pen.) | (Report) |          | Stade Gerland, Lyon diváci: 38 541 rozhodčí: Lucílio Batista (Portugalsko) |

| 20. červen 19:00                  |          |                 |                                                                        |
| Kolumbie                          | 3 – 1    | Nový Zéland     | Stade Gerland, Lyon diváci: 22 811 rozhodčí: Carlos Batres (Guatemala) |
| López 58' Yepes 75' Hernández 85' | (Report) | de Gregorio 27' | Stade Gerland, Lyon diváci: 22 811 rozhodčí: Carlos Batres (Guatemala) |

| 20. červen 21:00           |          |              |                                                                                         |
| Francie                    | 2 – 1    | Japonsko     | Stade Geoffroy-Guichard, Saint-Étienne diváci: 33 070 rozhodčí: Mark Shield (Austrálie) |
| Pirès 43' (pen.) Govou 65' | (Report) | Nakamura 59' | Stade Geoffroy-Guichard, Saint-Étienne diváci: 33 070 rozhodčí: Mark Shield (Austrálie) |

| 22. červen 21:00                                     |          |             |                                                                            |
| Francie                                              | 5 – 0    | Nový Zéland | Stade de France, Saint-Denis diváci: 36 842 rozhodčí: Masoud Moradi (Írán) |
| Kapo 17' Henry 20' Cissé 71' Giuly 90+1' Pirès 90+3' | (Report) |             | Stade de France, Saint-Denis diváci: 36 842 rozhodčí: Masoud Moradi (Írán) |

| 22. červen 21:00 |          |               |                                                                                           |
| Japonsko         | 0 – 1    | Kolumbie      | Stade Geoffroy-Guichard, Saint-Étienne diváci: 24 541 rozhodčí: Jorge Larrionda (Uruguay) |
|                  | (Report) | Hernández 68' | Stade Geoffroy-Guichard, Saint-Étienne diváci: 24 541 rozhodčí: Jorge Larrionda (Uruguay) |

### Základní skupina B
| Tým      | Z | V | R | P | GV | GI | +/- | B |
| -------- | - | - | - | - | -- | -- | --- | - |
| Kamerun  | 3 | 2 | 1 | 0 | 2  | 0  | +2  | 7 |
| Turecko  | 3 | 1 | 1 | 1 | 4  | 4  | 0   | 4 |
| Brazílie | 3 | 1 | 1 | 1 | 3  | 3  | 0   | 4 |
| USA      | 3 | 0 | 1 | 2 | 1  | 3  | -2  | 1 |

| 19. červen 19:00              |          |             |                                                                                           |
| Turecko                       | 2 – 1    | USA         | Stade Geoffroy-Guichard, Saint-Étienne diváci: 16 944 rozhodčí: Jorge Larrionda (Uruguay) |
| Okan Y. 40' (pen.) Tuncay 73' | (Report) | Beasley 37' | Stade Geoffroy-Guichard, Saint-Étienne diváci: 16 944 rozhodčí: Jorge Larrionda (Uruguay) |

| 19. červen 21:00 |          |           |                                                                               |
| Brazílie         | 0 – 1    | Kamerun   | Stade de France, Saint-Denis diváci: 46 719 rozhodčí: Valentin Ivanov (Rusko) |
|                  | (Report) | Eto'o 83' | Stade de France, Saint-Denis diváci: 46 719 rozhodčí: Valentin Ivanov (Rusko) |

| 21. červen 19:00    |          |         |                                                                                  |
| Kamerun             | 1 – 0    | Turecko | Stade de France, Saint-Denis diváci: 43 743 rozhodčí: Carlos Amarilla (Paraguay) |
| Geremi 90+1' (pen.) | (Report) |         | Stade de France, Saint-Denis diváci: 43 743 rozhodčí: Carlos Amarilla (Paraguay) |

| 21. červen 21:00 |          |     |                                                                            |
| Brazílie         | 1 – 0    | USA | Stade Gerland, Lyon diváci: 20 306 rozhodčí: Lucílio Batista (Portugalsko) |
| Adriano 22'      | (Report) |     | Stade Gerland, Lyon diváci: 20 306 rozhodčí: Lucílio Batista (Portugalsko) |

| 23. červen 21:00     |          |                          |                                                                                       |
| Brazílie             | 2 – 2    | Turecko                  | Stade Geoffroy-Guichard, Saint-Étienne diváci: 29 170 rozhodčí: Markus Merk (Německo) |
| Adriano 23' Alex 93' | (Report) | Gökdeniz 53' Okan Y. 81' | Stade Geoffroy-Guichard, Saint-Étienne diváci: 29 170 rozhodčí: Markus Merk (Německo) |

| 23. červen 21:00 |          |         |                                                                      |
| USA              | 0 – 0    | Kamerun | Stade Gerland, Lyon diváci: 19 206 rozhodčí: Mark Shield (Austrálie) |
|                  | (Report) |         | Stade Gerland, Lyon diváci: 19 206 rozhodčí: Mark Shield (Austrálie) |

## Play off

### Semifinále
| 26. červen 18:00 |          |          |                                                                    |
| Kamerun          | 1 – 0    | Kolumbie | Stade Gerland, Lyon diváci: 12 352 rozhodčí: Markus Merk (Německo) |
| Ndiefi 9'        | (Report) |          | Stade Gerland, Lyon diváci: 12 352 rozhodčí: Markus Merk (Německo) |

| 26. červen 21:00                |          |                         |                                                                                 |
| Francie                         | 3 – 2    | Turecko                 | Stade de France, Saint-Denis diváci: 41 195 rozhodčí: Jorge Larrionda (Uruguay) |
| Henry 11' Pirès 26' Wiltord 43' | (Report) | Gökdeniz 42' Tuncay 48' | Stade de France, Saint-Denis diváci: 41 195 rozhodčí: Jorge Larrionda (Uruguay) |

### Utkání o 3. místo
| 28. červen 18:00 |          |                       |                                                                                         |
| Kolumbie         | 1 – 2    | Turecko               | Stade Geoffroy-Guichard, Saint-Étienne diváci: 18 237 rozhodčí: Mark Shield (Austrálie) |
| Hernández 63'    | (Report) | Tuncay 2' Okan Y. 86' | Stade Geoffroy-Guichard, Saint-Étienne diváci: 18 237 rozhodčí: Mark Shield (Austrálie) |

### Finále
| 29. červen 21:00 |                |           |                                                                               |
| Kamerun          | 0 – 1 (prodl.) | Francie   | Stade de France, Saint-Denis diváci: 51 985 rozhodčí: Valentin Ivanov (Rusko) |
|                  | (Report)       | Henry 98' | Stade de France, Saint-Denis diváci: 51 985 rozhodčí: Valentin Ivanov (Rusko) |

## Vítěz
| Konfederační pohár FIFA 2003 Francie |